# Stephen Hendry
Stephen Gordon Hendry MBE (født 13. januar 1969) er en tidligere professionel snookerspiller fra Skotland, som i dag bl.a. fungerer som kommentator for BBC og ITV. Han er bedst kendt for sin totale dominering af snookersporten i 1990'erne, hvor han vandt verdensmesterskabet 7 gange, en rekord indenfor moderne snooker. Han lå nummer et på verdensranglisten otte sæsoner i træk fra 1990 til 1998 og igen i 2007. Hendry er indehaver af rekorden for flest vundne titler nogensinde, og han betragtes af mange kommentatorer, journalister og tidligere spillere som en af de største spillere i historien.
Udover sine syv verdensmesterskaber, heraf fem i træk, har Hendry også vundet Masters-finalen seks gange og UK Championship-finalen fem gange. Hans i alt 18 Triple Crown-titler er ligeledes rekord, dog på en delt førsteplads med Ronnie O'Sullivan. Han er en af kun tre spillere, som har vundet alle tre Triple Crown-turneringer i samme sæson, og han er den eneste, som har gjort det to gange (i 1989/1990 og 1995/1996).
Hendry blev i en alder af kun 16 år den hidtil yngste professionelle snookerspiller i 1985, og han blev i 1990 den yngste verdensmester i historien i en alder af 21. Han stoppede som aktiv spiller på den professionelle tur i maj 2012 umiddelbart efter at have deltaget i sit 27. verdensmesterskab i træk.